# Vini Caldirola-Sidermec
La Vini Caldirola-Sidermec, già Jolly Componibili e Aki, era una squadra ciclistica italiana di ciclismo su strada maschile attiva tra i professionisti dal 1989 al 2000.
Diretta negli anni da Palmiro Masciarelli, Waldemaro Bartolozzi, Roberto Amadio e Mario Beccia, ottenne numerosi successi, tra cui tredici tappe al Giro d'Italia oltre che, nel 2000, il secondo posto nella classifica finale del Giro d'Italia e la classifica individuale mondiale con Francesco Casagrande. Sempre nel 2000, inoltre, il lettone Romāns Vainšteins, tesserato per il team, vinse il titolo mondiale su strada a Plouay.

## Cronistoria

Marcello Siboni in maglia Jolly Componibili nei primi anni 90

Stefano Zanatta in maglia Aki nel 1995

Massimo Apollonio in maglia Vini Caldirola nel 1998

### Annuario
| Anno | Codice | Nome                         | Cat. | Biciclette | Dirigenza                                                                             |
| ---- | ------ | ---------------------------- | ---- | ---------- | ------------------------------------------------------------------------------------- |
| 1989 | JOL    | Jolly Componibili-Club 88    | -    | Daccordi   | Dir. sportivi: Palmiro Masciarelli, Enrico Paolini                                    |
| 1990 | JOL    | Jolly Componibili-Club 88    | -    | Basso      | Dir. sportivi: Waldemaro Bartolozzi, Marino Basso, Giuliano Biatta                    |
| 1991 | JOL    | Jolly Componibili-Club 88    | -    | Basso      | Dir. sportivi: Waldemaro Bartolozzi, Marino Basso, Paolo Santello, Vittorio Savini    |
| 1992 | JOL    | Jolly Componibili-Club 88    | -    | Basso      | Dir. sportivi: Roberto Amadio, Waldemaro Bartolozzi, Marino Basso, Paolo Santello     |
| 1993 | JOL    | Jolly Componibili-Club 88    | -    | Basso      | Dir. sportivi: Roberto Amadio, Waldemaro Bartolozzi, Marino Basso                     |
| 1994 | JOL    | Jolly Componibili-Cage 1994  | -    | Moser      | Dir. sportivi: Roberto Amadio, Marino Basso, Dario Mariuzzo, Giorgio Vannucci         |
| 1995 | AKI    | Aki-Gipiemme                 | -    | Moser      | Manager: Roberto Amadio Dir. sportivi: Marino Basso, Mario Beccia, Dario Mariuzzo     |
| 1996 | AKI    | Aki-Gipiemme                 | GSI  | Basso      | Manager: Roberto Amadio Dir. sportivi: Mario Beccia, Dario Mariuzzo                   |
| 1997 | AKI    | Aki-Safi                     | GSII | Basso      | Manager: Roberto Amadio Dir. sportivi: Stefano Zanatta, Mario Beccia                  |
| 1998 | VIN    | Vini Caldirola-Longoni Sport | GSII | Basso      | Manager: Roberto Amadio Dir. sportivi: Stefano Zanatta, Mario Beccia                  |
| 1999 | VIN    | Vini Caldirola-Sidermec      | GSI  | De Rosa    | Manager: Roberto Amadio Dir. sportivi: Mario Beccia, Alberto Volpi, Sandro Lerici     |
| 2000 | VIN    | Vini Caldirola-Sidermec      | GSI  | De Rosa    | Manager: Renzo Bordogna, Giosuè Zenoni Dir. sportivi: Mario Beccia, Fabrizio Bontempi |

### Classifiche UCI
| Anno | Classifica | Pos. | Migliore cl. individuale  |
| ---- | ---------- | ---- | ------------------------- |
| 1995 |            | 21º  | Dmitrij Konyšev (52º)     |
| 1996 |            | 21º  | Stefano Faustini (55º)    |
| 1997 |            | 25º  | Serhij Hončar (35º)       |
| 1998 |            | 36º  | Stefano Faustini (179º)   |
| 1999 | GSI        | 11º  | Francesco Casagrande (8º) |
| 2000 | GSI        | 7º   | Francesco Casagrande (1º) |

## Palmarès

### Grandi Giri
- Giro d'Italia

Partecipazioni: 12 (1989, 1990, 1991, 1992, 1993, 1994, 1995, 1996, 1997, 1998, 1999, 2000)
Vittorie di tappa: 13
1989: 1 (1 Stefano Giuliani)
1992: 2 (2 Endrio Leoni)
1993: 2 (2 Dmitrij Konyšev)
1994: 2 (2 Endrio Leoni)
1995: 2 (Giuseppe Citterio, Denis Zanette)
1997: 1 (Serhij Hončar)
1999: 2 (Romāns Vainšteins, Serhij Hončar)
2000: 1 (Francesco Casagrande)
Vittorie finali: 0
Altre classifiche: 1
2000: Scalatori (Francesco Casagrande)
- Tour de France

Partecipazioni: 2 (1995, 2000)
Vittorie di tappa: 0
Vittorie finali: 0
Altre classifiche: 0
- Vuelta a España

Partecipazioni: 4 (1990, 1994, 1996, 1997)
Vittorie di tappa: 2
1994: 1 (Endrio Leoni)
1996: 1 (Dmitrij Konyšev)
Vittorie finali: 0
Altre classifiche: 0

### Campionati nazionali
- Campionati lettoni: 1

In linea: 1999 (Romāns Vainšteins)
- Campionati russi: 1

In linea: 1993 (Dmitrij Konyšev)
- Campionati sloveni: 1

In linea: 2000 (Andrej Hauptman)
- Campionati svizzeri: 1

Cronometro: 2000 (Patrick Calcagni)